# XVIe législature du royaume d'Italie
La XVIe législature du royaume d'Italie (en italien : La XVI Legislatura del Regno d'Italia) est la législature du royaume d'Italie qui a été ouverte le 10 juin 1886 et qui s'est fermée le 22 octobre 1890. 

## Gouvernements
- Gouvernement Depretis VIII
  - Du 4 avril 1887 au 29 juillet 1887
  - Président du conseil des ministres : Agostino Depretis (Gauche historique)
- Gouvernement Crispi I
  - Du 29 juillet 1889 au 9 mars 1889
  - Président du conseil des ministres : Francesco Crispi (Gauche historique)
- Gouvernement Crispi II
  - Du 9 mars 1889 au 6 février 1891
  - Président du conseil des ministres : Francesco Crispi (Gauche historique)

## Président de la chambre des députés
- Giuseppe Biancheri
  - Du 10 juin 1886 au 3 août 1890

## Président du sénat
- Giacomo Durando
  - Du 10 juin 1886 au 16 novembre 1887
- Domenico Farini
  - Du 16 novembre 1887 au 22 octobre 1890